# خوسيه فينانسيو لوبيز
خوسيه فينانسيو لوبيز (بالإسبانية: José Venancio López)‏ هو سياسي غواتيمالي، ولد في 1791 في غواتيمالا في غواتيمالا، وتوفي بنفس المكان في 28 سبتمبر 1863.